# 維季尼夫
48°26′58″N 25°26′22″E / 48.44944°N 25.43944°E
維季尼夫（烏克蘭語：Видинів），是烏克蘭西部的村莊，隸屬伊萬諾-弗蘭科夫斯克州的科洛梅亞區。該村面積12.5平方公里，2001年人口1,148，人口密度每平方公里92.2人。